# Friedrich Bidschof

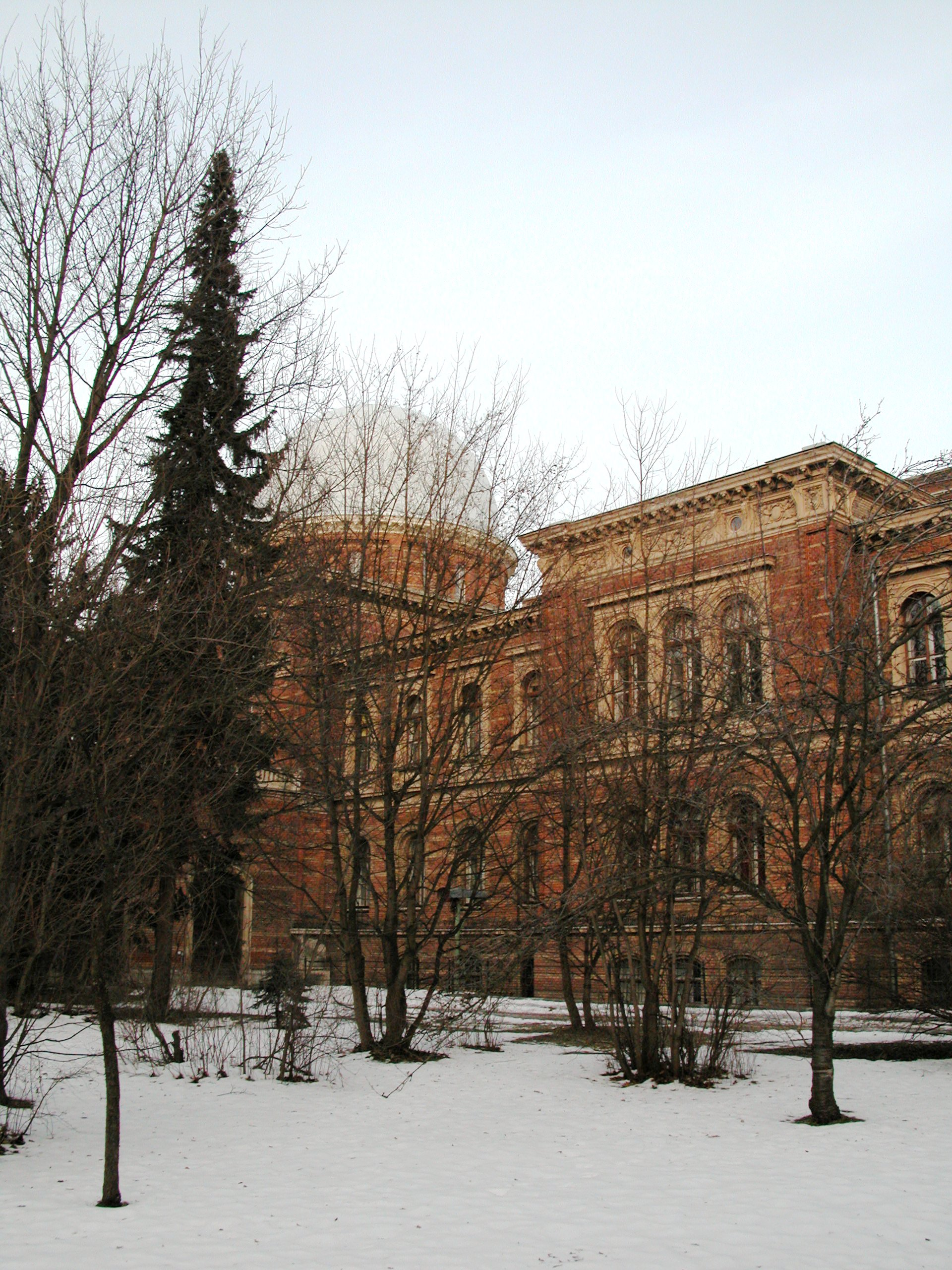
Universitätssternwarte Wien

Friedrich Andreas Markus Alexander Bidschof (* 6. Dezember 1864 in Wien; † 7. Dezember 1915 ebenda) war ein österreichischer Astronom.

## Leben
Friedrich Bidschof war der Sohn eines Beamten der Donau-Dampfschifffahrtsgesellschaft. Der Astronom Johann Palisa war sein Schwiegervater. Friedrich Bidschof besuchte die Volksschule und das k.k. akademische Gymnasium in Wien und studierte nach der Matura 1882 Philosophie, Mathematik, Physik und Astronomie an der Universität Wien. Im August 1887 wurde er zum Dr. phil. promoviert.

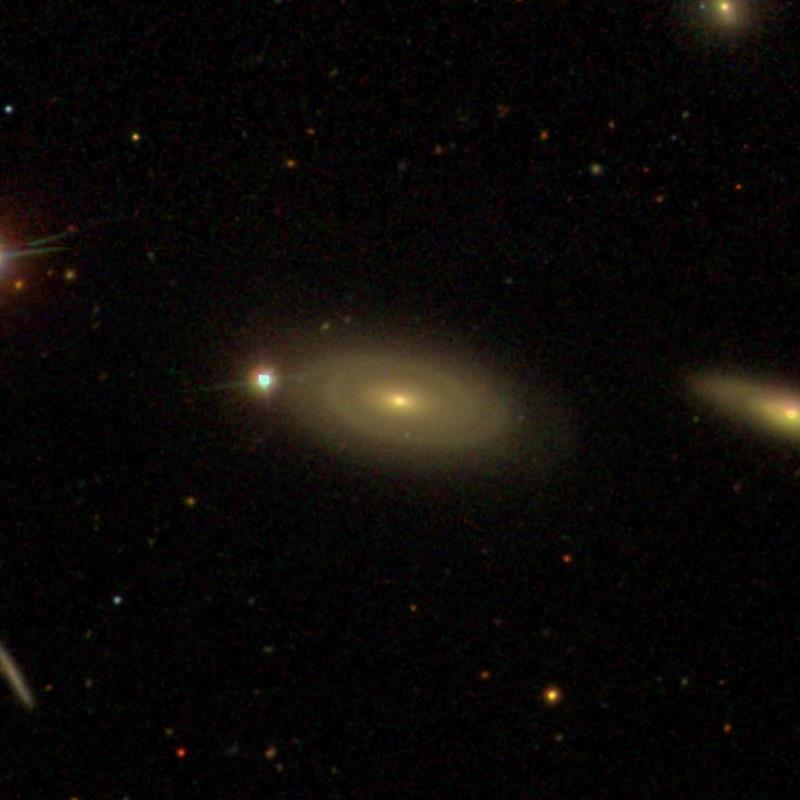
Von Friedrich Bidschof 1897 entdeckte Spiralgalaxie IC 2951

Friedrich Bidschof wirkte dabei schon während seines Studiums ab Juli 1884 als Volontär  an der k.k. Sternwarte Wien. Im Jahr 1890 wurde er zum wirklichen Assistenten der k.k. Sternwarte Wien ernannt. Im Jahr 1892 erhielt er von der Universität ein Ausbildungsstipendium und besuchte bei seinen Studienreisen die Sternwarten in Mailand, Nizza, Marseille, Lyon, Paris, Hamburg, Kopenhagen, Berlin, Leipzig, Jena und in Potsdam. Dabei bildete er sich im Besonderen in Paris in astrophotographischen und in Potsdam in spektroskopischen Arbeitsmethoden weiter. Im Jahr 1897 entdeckte Friedrich Bidschof die Spiralgalaxie IC 2951. Am 26. September 1899 wurde er Adjunkt der k.k. Sternwarte Wien, wechselte jedoch bereits ein Jahr später auf die besser besoldete Stelle als Adjunkt des k.k. Maritimen Observatoriums Triest, die er am 25. November 1900 antrat. Friedrich Bidschof starb am 7. Dezember 1915 in der Wohnung seines Schwiegervaters Johann Palisa auf der k.k. Sternwarte Wien. Er wurde am Wiener Zentralfriedhof bestattet.
Friedrich Bidschof war Mitglied der Astronomischen Gesellschaft und wurde am  4. Mai 1903 unter der Präsidentschaft des Geologen Karl von Fritsch unter der Matrikel-Nr. 3163 als Mitglied in die Kaiserliche Leopoldinisch-Carolinische Deutsche Akademie der Naturforscher aufgenommen.
Er war seit 1901 mit seiner Frau Helene, geborene Palisa, verheiratet. Nach der gemeinsamen Tochter Erna wurde von seinem Schwiegervater Johann Palisa der am 22. August 1895 vom französischen Astronomen Auguste Charlois in Nizza entdeckte Asteroid (406) Erna benannt.

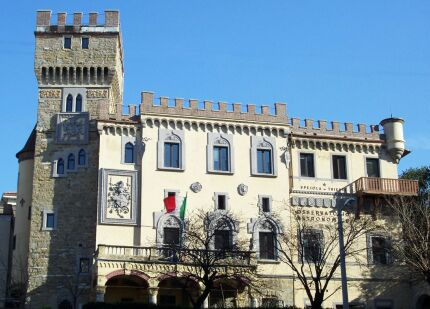
Astronomisches Observatorium Triest

## Schriften
- Bestimmung der Bahn des Planeten 175 Andromache. In: Sitzungsberichte der Akademie der Wissenschaften mathematisch-naturwissenschaftliche Klasse, 98,2a, 1889, S. 485–498 (Digitalisat)
- Bestimmung der Bahn des Kometen 1890 II. In: Sitzungsberichte der Akademie der Wissenschaften mathematisch-naturwissenschaftliche Klasse, 100, 2a, 1891, S. 515–532 (Digitalisat)
- Bestimmung der Bahn des Planeten M Thule. In: Sitzungsberichte der Akademie der Wissenschaften mathematisch-naturwissenschaftliche Klasse, 100, 2a, 1891, S. 937–991 (Digitalisat)
- Über die Bedeutung der Photographie für die Erforschung der Beschaffenheit und der Bewegungen der Gestirne. In: Schriften des Vereins zur Verbreitung naturwissenschaftlicher Kenntnisse Wien, 37, 1897, S. 151–225 (Digitalisat)
- Die Entwicklung der Astronomie in Amerika. In: Schriften des Vereins zur Verbreitung naturwissenschaftlicher Kenntnisse Wien, 38, 1898, S. 483–574 (Digitalisat)
- Der Planet Mars. (1 Falttafel.). In: Schriften des Vereins zur Verbreitung naturwissenschaftlicher Kenntnisse Wien, 39, 1899, S. 395–445 (Digitalisat)
- mit Johann Palisa: Katalog von 1238 Sternen, auf Grund der in den Bänden I und II der "Publicationen der v. KuffnerŽschen Sternwarte in Wien (Ottakring)" enthaltenen Meridiankreisbeobachtungen. (Ausgearb. und auf das Äquinoctium 1890.0 bezogen). In: Denkschriften der Kaiserlichen Akademie der Wissenschaften, 67, 1899, S. 785–848 (Digitalisat)
- Über die Grösse und die Zahl der Sterne. In: Schriften des Vereins zur Verbreitung naturwissenschaftlicher Kenntnisse Wien, 40, 1900, S. 387–453 (Digitalisat)
- mit Arthur Vital: Fünfstellige mathematische und astronomische Tafeln. Zum Gebrauche für Mathematiker, Astronomen, Geographen und Seeleute. Deuticke, Wien und Leipzig 1905 (Digitalisat)